# Rúni Nielsen
Rúni Nielsen (født 21. februar 1979 i Tvøroyri) er en færøsk politiker fra partiet Tjóðveldi (Republikanerne). 
Sammen med Barbara Holm udgjore han formandskabet for partiets ungdomsorganisation, Unga Tjóðveldið, der er den største politiske ungdomsorganisation på Færøerne indtil januar 2008. Rúni Nielsen er den der har været formand længst i organisationen. Har har desuden fungeret som rådgiver og økonomiansvarlig i Unga Tjóðveldið.
Rúni Nielsen var i perioden 2002-2003 suppleant for Hergeir Nielsen til Færøernes Lagting valgt i Suderøs valgdistrikt.
Fra 2004 til 2007 var Rúni Nielsen medlem af Ungdommens Nordiske Råds (UNR) præsidium hvor han fungerede som økonomiansvarlig. I UNR repræsenterede Nielsen Socialistisk Ungdom i Norden. Som medlem af præsidiet var han observatør i Nordisk Råds velfærdsudvalg og miljøudvalg. 
Rúni Nielsen er ikke længere politisk aktiv.